# Luka Rupčić
Luka Rupčić (1894. – 1980.) je bio hrvatski profesor i slikar. Rodom je iz Smiljana.